# Colin Marshall, Baron Marshall of Knightsbridge

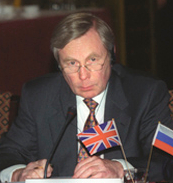
Lord Marshall of Knightsbridge (2000)

Colin Marsh Marshall, Baron Marshall of Knightsbridge (* 16. November 1933 in Edgware, Middlesex; † 5. Juli 2012 in London) war ein britischer Spitzenmanager und Abgeordneter im House of Lords.

## Leben
Marshall besuchte die University College School, eine Privatschule für Jungen in Hampstead, einem nördlichen Vorort von London. Mit 16 verließ er die Schule ohne einen höheren Abschluss und besuchte auch später keine weiterführenden Schulen.
1951 begann er seine Karriere bei der Schifffahrtslinie Orient Steam Navigation Company. Danach arbeitete er 23 Jahre in verschiedenen Unternehmen der Autovermietung, beginnend mit Hertz und danach Avis. Er arbeitete in den Vereinigten Staaten, Kanada, Mexiko und dem Vereinigten Königreich und stieg 1971 zum Executive Vice President von Avis auf, 1976 wurde er Präsident und CEO. Nach der Übernahme von Avis im Jahr 1979 wurde er Executive Vice President der Norton Simon Inc. und Co-Chairman von Avis.
1983 wurde er durch John Leonard King abgeworben und wurde CEO von British Airways. Schwerpunkt seiner Arbeit war die Vorbereitung der Privatisierung der Fluggesellschaft 1987. 1993 wurde er zusätzlich zu seiner Funktion als CEO auch Chairman des Unternehmens, bevor Bob Ayling 1996 die Rolle als CEO übernahm.
Im Juli 2004 schied er als Chairman von BA aus und Martin Broughton wurde sein Nachfolger.
Mai 1996 bis Juli 1998 war Marshall Präsident der Confederation of British Industry und leitete das CBI International Advisory Board.  Er war Vorsitzender des Verwaltungsrates von Birkbeck, University of London, Vice-President der Advertising Association, Mitglied des British American Business Council International Advisory Board, Ratsmitglied des Institute of Directors und Präsident des Commonwealth Youth Exchange Council.
Zwischen Juni 1998 und Juli 2003 war Marshall zusätzlich Chairman der Invensys plc und 1995 bis 2000 der Inchcape plc. Er war von September 1999 bis Juli 2003 Chairman von The Royal Institute of International Affairs (Chatham House), von Oktober 2000 bis Oktober 2003 Chairman von The Board of Trustees von The Conference Board Inc., von Januar 1993 bis Mai 2004 Mitglied im Board der HSBC Holdings plc und von 2007 bis 2010 Chairman des Queen’s Club.
Weitere Aufsichtsratsmandate waren die eines Chairman der Pirelli UK plc (ab September 2003) und der Nomura International plc (ab 1. Oktober 2004). Zwischen dem 1. Januar 2005 und dem 1. Januar 2007 war er außerdem Chairman des National British Tourist Board, VisitBritain.

## Ehrungen
1991 erhielt Marshall den Tony Jannus Award für seine Leistungen in der Zivilluftfahrt. Er wurde im Juni 1998 als Baron Marshall of Knightsbridge, of Knightsbridge in the City of Westminster als Life Peer in den Adelsstand erhoben. Damit verbunden war auch ein Sitz im Oberhaus, in dem er keiner der Parteien zuzuordnen war (Crossbencher). 2001 wurde er in die American Academy of Arts and Sciences gewählt.
1989 wurde er Ehrendoktor der University of Bath.